# Integral Performing
Als Integral Performing (Ganzheitliche Darstellung) bezeichnet der Schauspieler, Sänger und Hochschullehrer Eberhard Storz sein in den 80er Jahren am Bayerischen Staatstheater am Gärtnerplatz in München entwickeltes Konzept zur Musiktheater-Darstellung.
Entstanden im Rahmen der Workshopreihe „Singing Actor – Acting Singer“ und im Austausch mit professionellen Darstellern und Studenten der Münchner Ausbildungsstätten für Schauspiel und Musiktheater formuliert das Integral Performing eine kontroverse Alternative zu Stanislawskis „System“ und Strasbergs Method Acting. Dabei arbeitet es nicht mit individuell erlebten und subjektiv erinnerbaren Inhalten, sondern mit generellen Verhaltensmustern. Psychoanalytische Praktiken als Mittel zur Persönlichkeitsentwicklung des Darstellers werden in Integral Performing kategorisch abgelehnt. Vielmehr wird die Überzeugung vertreten, dass nachvollziehbare Darstellung strengen und definierbaren Spielregeln unterliegt. Integral Performing fordert ein ganzheitliches Konzept für alle Bereiche der schauspielerischen, sängerischen und tänzerischen Grundausbildung. Die Spielregeln werden u. a. als psychosomatische „Funktionskreise“ beschrieben und erlernt. Für die Einzel- und Gruppenarbeit bietet Integral Performing anstelle eines Konzepts der Improvisation klar umschriebene Trainingseinheiten.